# Backsteinbauwerke der Gotik
Dieses Listenwerk ist eine möglichst vollständige Zusammenstellung aller Bauwerke, die in der Stilepoche der Gotik und Prinzipien dieses Stils entsprechend aus und mit Backstein gebaut und gestaltet wurden.
Bezeichnung Backsteingotik wird in Norddeutschland und im Ostseeraum gerne für die dortigen gotischen Backsteinbauten verwendet.
Diese Betrachtungsweise blendet aus, dass es gotische Backsteinbauten teilweise sehr ähnlicher, teilweise ganz anderer Gestaltung auch in einigen anderen Gegenden Deutschlands und Europas gibt. So nimmt es nicht wunder, dass man auch in Flandern von der (dortigen) „typischen Backsteingotik des Küstengebiets“ („de typische baksteengotiek van de kuststreek“) spricht. Auch in der Datenbank des niederländischen Rijksdienst voor het Cultureel Erfgoed findet sich bei einer Kirche die Bemerkung „markant stuk baksteengotiek“. Ähnlich werden gotische Backsteinbauwerke in Süddeutschland dort ganz selbstverständlich der Backsteingotik zugerechnet.
Insbesondere die Backsteingotik in den Niederlanden, am Niederrhein und in Flandern hängt bruchlos mit der in Norddeutschland, Dänemark und Polen zusammen, bei einigen Bauten mit größeren Gemeinsamkeiten als zwischen den recht vielfältigen Bauwerken im Ostseeraum.
In der Rezeptionsgeschichte stand neben der Bezeichnung ‚Backsteingotik‘ (ohne Zusatz) die Bezeichnung ‚Norddeutsche Backsteingotik‘. Für Bauwerke in deutschen Bundesländern ist diese Bezeichnung politisch unproblematisch.

## Listen
Zu den Ländern und Regionen ist jeweils die Anzahl der Listeneinträge angegeben. Die vorliegenden Listen kommen einer vollständigen Erfassung sehr nahe. Daher bietet die Anzahl der Einträge einen Anhalt für den Umfang des Bestandes eines Landes oder einer Region an mittelalterlichen Bauwerken aus oder mit sichtbarem Backstein im Stil der Gotik. Einige der so gezählten Einträge umfassen mehr als ein Gebäude, z. B. mehrere Bürgerhäuser oder mehrere Stadttore einer Stadt.
- Liste der Bauwerke der norddeutschen und rheinischen Backsteingotik in Deutschland – 1695
- Liste der Backsteinbauwerke der Gotik in Süddeutschland – 178
- Liste der Backsteinbauwerke der Gotik in der Schweiz – 7, davon 4 im französischen Sprachgebiet
- Liste der Backsteinbauwerke der Gotik in Belgien – 249, ganz überwiegend im flämischen Sprachgebiet
- Liste der Backsteinbauwerke der Gotik in Dänemark – 1162
- Liste der Backsteinbauwerke der Gotik in England – 191
- Liste der Backsteinbauwerke der Gotik in Estland und Lettland:
  - Estland 5
  - Lettland 12
- Liste der Backsteinbauwerke der Gotik in Finnland – 35
- Liste der Backsteinbauwerke der Gotik in Frankreich – 193
- Liste der Backsteinbauwerke der Gotik in Italien – 552
- Liste der Backsteinbauwerke der Gotik in Litauen und Belarus
  - Litauen 14
  - Belarus 6
- Liste der Backsteinbauwerke der Gotik in den Niederlanden – 940
- Backsteinbauwerke der Gotik in Norwegen – 3
- Liste der Backsteinbauwerke der Gotik in Polen – 973
- Liste der Backsteinbauwerke der Gotik in Russland – 36, davon 29 in der Oblast Kaliningrad, 6 in Weliki Nowgorod und 1 in Wyborg
- Liste der Backsteinbauwerke der Gotik in Schweden – 79
- Liste der Backsteinbauwerke des Gótico-Mudéjar in Spanien – 144
- Liste der Backsteinbauwerke der Gotik in Tschechien – 14
- Liste der Backsteinbauwerke der Gotik in der Ukraine – 7
- Liste der Backsteinbauwerke der Gotik im mittleren Donauraum:
  - Ungarn 7,
  - Slowakei 6,
  - Slowenien 1,
  - Kroatien 5,
  - Serbien 1

Für ganz Europa sind das 6515 Einträge.

### Regionale Aufschlüsselungen
| - Deutschland – 1873: - Baden-Württemberg – 15 - Bayern – 163 - Bayrisch Schwaben – 33 - Altbayern (außer Oberpfalz) – 125 - Franken – 5 - Brandenburg und Berlin – 307 - Mecklenburg-Vorpommern – 533: - Mecklenburg – 353 - Rügen – 28 - Vorpommern ohne Rügen – 152 - Niedersachsen und Bremen – 342 - Friesische Gebiete – 122 - Übr. Elbe-Weser- u. Weser-Ems-G. – 122 - Östliches Niedersachsen – 98 - Nordrhein-Westfalen – 229: - Ostwestfalen – 2 - Münsterland – 29 - Nördliches Rheinland – 198 - Sachsen – 25 - Sachsen-Anhalt – 145 - Schleswig-Holstein und Hamburg – 114 | - Belgien – 249 - Westflandern – 95 - Ostflandern – 44 - Antwerpen – 47 - Limburg – 26 - Liège – 1 - Hennegau – 20 - Brüssel, Fläm.- u. Wallon.-Brabant – 16 | - Dänemark – 1162: - Seeland – Hauptstadtregion – 78 - Seeland – übrige Insel – 280 - Lolland, Falster, Bogø, Møn – 84 - Fünen, Ærø, Langeland – 161 - Südliches Jütland – 161 - Mitteljütland – 260 - Nordjütland – 138                                                                                   |
| - Deutschland – 1873: - Baden-Württemberg – 15 - Bayern – 163 - Bayrisch Schwaben – 33 - Altbayern (außer Oberpfalz) – 125 - Franken – 5 - Brandenburg und Berlin – 307 - Mecklenburg-Vorpommern – 533: - Mecklenburg – 353 - Rügen – 28 - Vorpommern ohne Rügen – 152 - Niedersachsen und Bremen – 342 - Friesische Gebiete – 122 - Übr. Elbe-Weser- u. Weser-Ems-G. – 122 - Östliches Niedersachsen – 98 - Nordrhein-Westfalen – 229: - Ostwestfalen – 2 - Münsterland – 29 - Nördliches Rheinland – 198 - Sachsen – 25 - Sachsen-Anhalt – 145 - Schleswig-Holstein und Hamburg – 114 | - England – 191 (Grafschaften mit ≥10 gezeigt) - North East England – 1 - North West England – 3 - Yorkshire and the Humber – 9 - East Midlands – 17 - Lincolnshire – 15 - East of England – 134 - Norfolk – 37 - Suffolk – 41 - Essex – 47 - Greater London – 4 - South East England – 18 - South West England – 2 - West Midlands – 3 | - Frankreich – 193: - Hauts-de-France (mit Franz.-Flandern) – 62 - Île-de-France – 1 - Centre-Val de Loire – 15 - Nouvelle-Aquitaine (mit Landes) – 19 - Okzitanien (mit Toulouse) – 74 - Auvergne-Rhône-Alpes – 13 - Burgund – 4 - Grand Est – 5, davon - Elsass 2 - Champagne 3                          |
| - Italien – 552: - Abruzzen – 27 - Apulien – 2 - Emilia-Romagna – 88 - Friaul-Julisch-Venetien – 14 - Latium – 6 - Ligurien – 8 - Lombardei – 105 - Marken – 25 - Piemont – 122 - Sizilien – 1 - Toskana – 66 - Trentino mit Südtirol – 2 - Umbrien – 3 - Venetien – 83 | - Niederlande – 940: - Groningen – 88 - Friesland – 117 - Nordholland – 78 - Südholland – 122 - Zeeland – 70 - Nordbrabant – 126 - Utrecht – 81 - Gelderland – 152 - Overijssel – 43 - Drenthe – 25 - Limburg – 38 | - Polen – 973: - Stettiner Pommern – 119 - Danziger Pommern (Pommerellen) – 84 - Kulmerland – 89 - Landschaft Preußen – 162 - Masowien – 62 - Zentralpolen – 20 - Großpolen und Kujawien – 134 - Ehemalige Neumark – 45 - Lausitz – 9 - Schlesien – 160 - Kleinpolen und Rotburgenland – 87 - Ostpolen – 2 |

## Detaillierte Verteilungskarten – Atlas der Backsteingotik

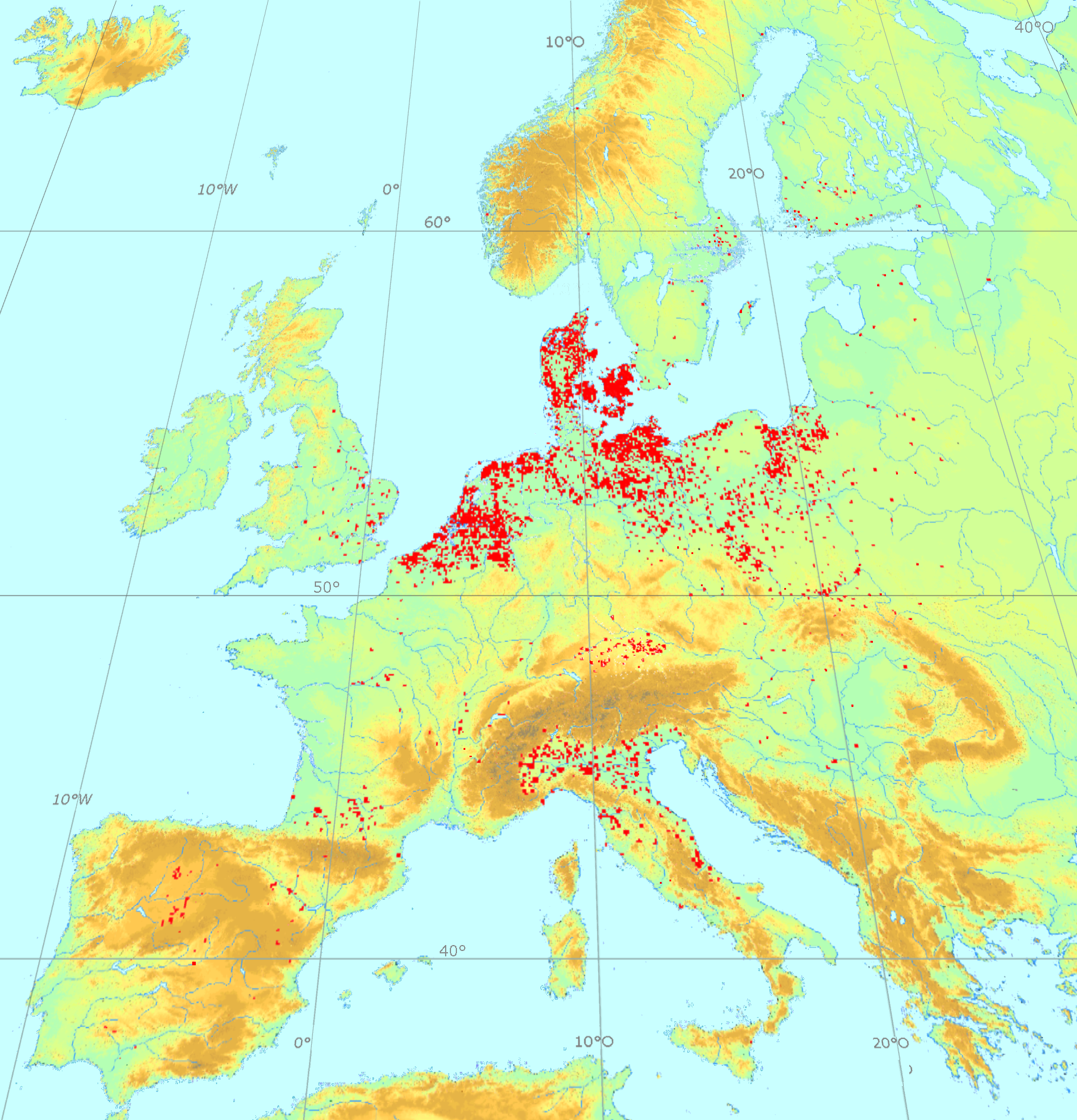
Europa-Übersicht der nördlichen Backsteingotik und der übrigen gotischen Backsteinstile

Hier sind sämtliche Orte Europas mit gotischen Backsteinbauten eingetragen, auch die weniger als 15 % mit mediterranen Backsteinstilen.

Die interaktiven Karten sind für Mobilgeräte nicht gut geeignet, da dort die Ortsnamen nicht angezeigt werden. Darum gibt es auch Karten ohne Dialogfunktion, erstellt aus Screenshots der interaktiven Karten.

Bei interaktiven Karten ermöglicht die Software nur etwas über 300 Ortspunkte. Darum können aus Screenshots erstellte Karten mehrere interaktive Karten zusammenfassen.

Wo die Zuschnitte der interaktiven und der nicht-interaktiven Karte gleich sind, steht der Screenshot in kleiner Darstellung unten auf der Seite der interaktiven Karte.
| - Zwei Karten: Verteilung in (ganz) Dänemark (bes. für Mobilgeräte) - Karte: Verteilung in der Region Süddänemark - Karte: Verteilung in Mitteljütland - Karte: Verteilung in Nordjütland - Karte: Verteilung auf der Insel Seeland (mit Hauptstadtregion) - Karte: Verteilung in der Region Seeland (mit südlichen Nachbarinseln) - Karte an der Liste zu Schweden - Karte an der Liste zu Finnland - Karte an der Liste zu Estland und Lettland - Karte an der Liste zu Nordwestrussland - Karte an der Liste zur russischen Exklave Kaliningrad - Karte an der Liste zu Litauen und Belarus - Karte an der Liste zur Ukraine - Karte: Verteilung in (ganz) Polen (bes. für Mobilgeräte) - Karte: Verteilung in Nordwestpolen - Karte: Verteilung an der unteren Weichsel - Karte: Verteilung in Nordostpolen - Karte: Verteilung in Südwestpolen - Karte: Verteilung in Südostpolen - Karte: Verteilung in Mecklenburg-Vorpommern (bes. für Mobilgeräte) - Karte: Verteilung in Mecklenburg - Karte: Verteilung in Vorpommern - Karte: Verteilung in Brandenburg und Berlin - Karte: Verteilung in Sachsen-Anhalt - Karte: Verteilung in Altmark und nördlichem Jerichower Land - Karte an der Liste zu Sachsen | - Karte an der Liste zu Schleswig-Holstein und Hamburg - Karte: Verteilung in Niedersachsen und Bremen - Karte: Verteilung zwischen Bremen u. Groningen (v. a. niedersächs. Friesland) - Karte: Verteilung in Nordrhein-Westfalen - Karte: Verteilung in den (gesamten) Niederlanden (bes. für Mobilgeräte) - Karte: Verteilung in den östlichen Niederlanden - Karte: Verteilung in Holland und Utrecht - Karte: Verteilung in den südlichen Niederlanden - Karte: Verteilung in Belgien - Karte: Verteilung in Frankreich - Karte: Verteilung in den Départements Nord und Pas-de-Calais - Karte: Verteilung in Südfrankreich - Karte: Verteilung in England - Karte: Verteilung in Spanien - Karte: Verteilung in Italien - Karte an der Liste zur Schweiz - Karte an der Liste zu Süddeutschland - Karte an der Liste zu Tschechien - Karte an der Liste zum mittleren Donauraum - Verteilung in Europa (Hauptkarte, von Madrid bis Lettland): - unbeschriftete Zusammenfassung in Bildschirmgröße - etwas beschriftete Zusammenfassung zum Scrollen - Verteilung in Skandinavien und östlich der nördlichen Ostsee: - unbeschriftete Zusammenfassung in Bildschirmgröße - etwas beschriftete Zusammenfassung zum Scrollen |